# Шилковци
Шилковци (Shilkovtsi) е село в Северна България. То се намира в община Елена, област Велико Търново.

## География
Село Шилковци се намира в планински район.
Село Шилковци се намира в Еленския балкан на 380 м над морското равнище в подножието на Централна Стара планина и е на разстояние 10 км от Елена, 25 км от Велико Търново, на 270 км от София и на 230 км от Варна. Разположено на брега на язовир „Йовковци“.

## Други
- През 1880 г. към селото е присъединена махалата Зингиевци (Зингювци).